# Giuseppe Longo
Pour les articles homonymes, voir Longo.
Giuseppe Longo (né le 23 juillet 1947 à Rome, Italie) est un mathématicien, un logicien et épistémologue italien. Il est chercheur à l'École Normale Supérieure à Paris.

## Biographie
En 1971, Giuseppe Longo a soutenu une thèse de mathématiques à l'université de Pise portant sur la complexité du calcul des fonctions récursives.
De 1971 à 1990, il a été enseignant-chercheur dans cette université, à différents échelons. Il est ensuite devenu directeur de recherche au CNRS, affecté au laboratoire d'informatique de l'ENS, où il enseigne en troisième cycle universitaire. Il a également travaillé aux universités d'Utrecht, d'Oxford, de Berkeley, au Massachusetts Institute of Technology, à l'École Polytechnique fédérale de Zürich, et a été professeur à l'Université Carnegie-Mellon (1987-1988).
Les recherches et l'enseignement de Giuseppe Longo ont porté sur la logique mathématique, la théorie de la récursion, la sémantique dénotationnelle, le lambda-calcul, la théorie des types, la théorie des catégories et leurs applications aux langages fonctionnels. On peut donc le classer comme « informaticien théoricien ». Il est membre du comité éditorial de plusieurs revues scientifiques, fondateur et directeur de la revue Mathematical Structures for Computer Science, Cambridge University Press.
Plus récemment, ses recherches ont porté sur les sciences cognitives et l'épistémologie des mathématiques. Un projet interdisciplinaire, Géométrie et Cognition (1999-2002), a été le point de départ d’une nouvelle équipe à l’ENS, « Complexité et information morphologiques » (CIM), centrée sur les problèmes fondationnels à l’interface entre Mathématiques, Physique et Biologie. Il a publié, dans le domaine de la logique mathématique, Categories, Types and Structures (M.I.T Press, 1991) en collaboration avec le logicien A. Asperti et dans celui de l’épistémologie des sciences de la nature Mathématiques et sciences de la nature ; la singularité physique du vivant, (Hermann, 2006) en collaboration avec le physicien Francis Bailly, où de nouveaux principes d’intelligibilité sont proposés pour rendre compte de certains aspects de l’analyse du vivant. Il est membre de l’Académie Européenne depuis 1992.